# Bahrain Financial Harbour
Les Dual Towers sont deux gratte-ciel jumeaux de 260 mètres construits en 2007 à Manama à Bahreïn. 